# José Vicente Quirante Rives
José Vicente Quirante Rives (Cox, 4 luglio 1971) è uno scrittore, poeta e avvocato spagnolo.

## Biografia
Laureatosi in Giurisprudenza e in Filosofia all'Universidad Complutense di Madrid ha esercitato l'avvocatura dal 1995 al 2005. In seguito, è stato Direttore dell'Instituto Cervantes di Napoli dal 2005 al 2010. 
Dal 2003 è direttore della casa editrice Parténope (di cui è anche cofondatore), che si occupa di pubblicare in Spagna i più importanti classici napoletani del Novecento. 
Il 25 settembre del 2020 è stato insignito della cittadinanza onoraria della città di Napoli, diventando così il primo spagnolo a ricevere tale onorificenza.  

## Opere
- L'Averno e il cielo. Napoli nella letteratura spagnola e ispanoamericana (2007), trad. Maria Nicola, I territori del lupo, Dante & Descartes, Napoli.
- Napoli Spagnola, in dieci passeggiate tra strade, palazzi, monumenti e chiese (2009), Grimaldi & Co Editori, Napoli.
- Elogio del caffè al bar (2009), Tullio Pironti, Napoli.
- Ramón. Scritti napoletani di Ramón Gómez de la Serna (2009), Dante & Descartes, Napoli.
- Viaggio napoletano in Spagna (2016), Tullio Pironti, Napoli.
- Vesuvi (2017), Grimaldi & Co, Napoli.

| Controllo di autorità | VIAF (EN) 267363283 · ISNI (EN) 0000 0003 8279 1354 · LCCN (EN) nb2008010219 · GND (DE) 1235865657 · BNE (ES) XX1763309 (data) · BNF (FR) cb16618161n (data) |